# Culiseta inconspicua
Culiseta inconspicua är en tvåvingeart som först beskrevs av Lee 1937.  Culiseta inconspicua ingår i släktet Culiseta och familjen stickmyggor. Inga underarter finns listade i Catalogue of Life.